# David Zogg
David «Vitter» Zogg (* 18. Dezember 1902 in Azmoos; † 26. Juli 1977 in Arosa) war ein Schweizer Skirennfahrer und Bergsteiger.

## Biografie

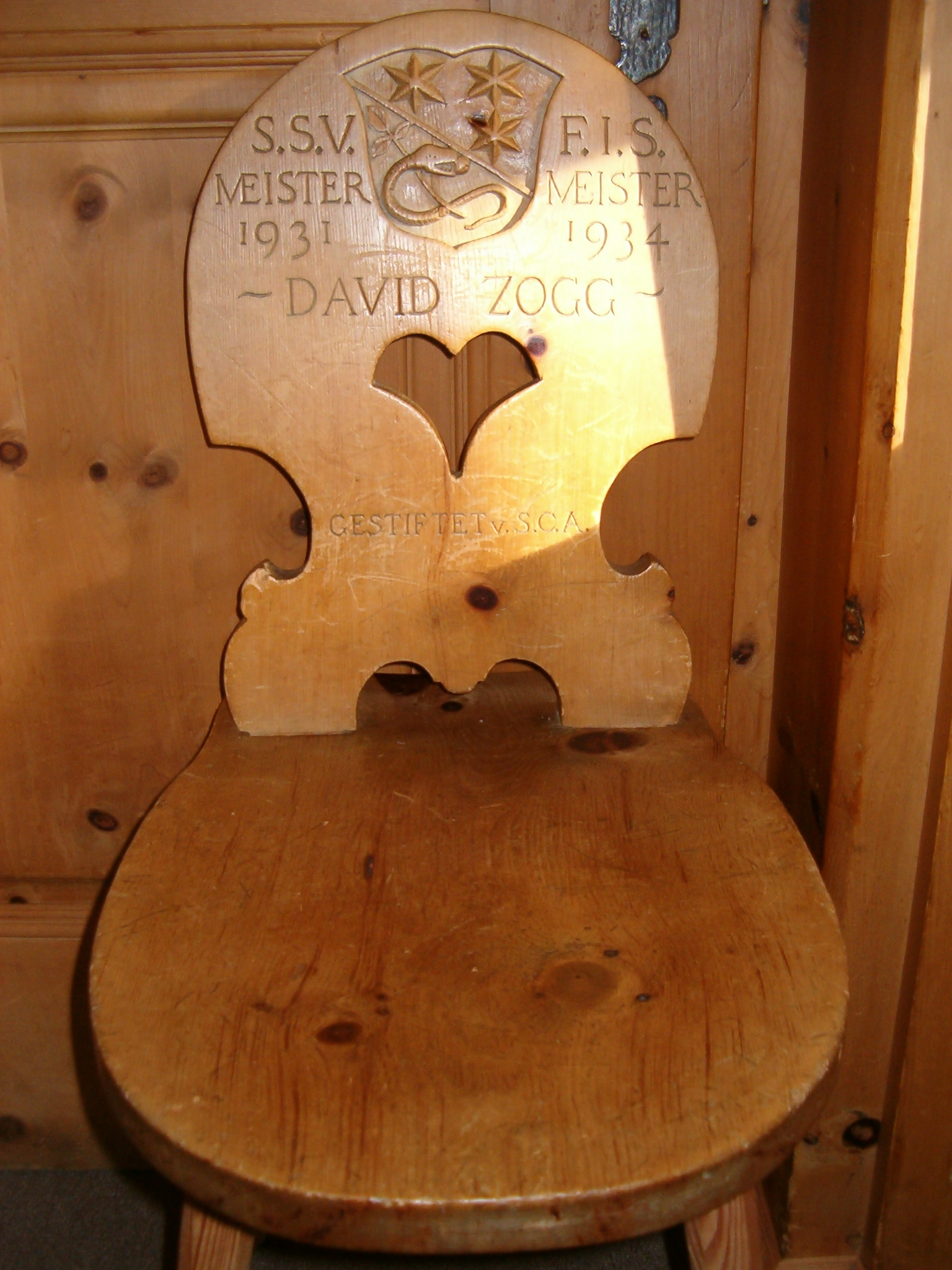
Original Clubstuhl von David Zogg in der Sattelhütte Arosa

Der Bruder von Nini von Arx-Zogg, der in seiner Schweizer Heimat auch als Vitter Zogg bezeichnet worden war, gewann 1931 bei den ersten Skiweltmeisterschaften im Slalom und bei den Skiweltmeisterschaften 1934 die Goldmedaille in der Abfahrt und in der Kombination. Die Wertung des WM-Slaloms 1931 erfolgte allerdings «inoffiziell», denn das Rennen wurde in nur einem Durchgang ausgetragen – die warme Witterung liess einen zweiten Lauf nicht mehr zu. Die eigentlich gar nicht präsentierten Medaillen wurden aber in vielen Medienberichten und Nachschlagewerken als gegeben geführt, und mittlerweile hat auch die FIS diese bestätigt. 1931 wurde Zogg Schweizer Skimeister (Kombination Langlauf/Sprunglauf) und 1934 Schweizer Meister in der Abfahrt.
In den 1930er Jahren war Zogg als skifahrender Nebendarsteller unter der Regie von Arnold Fanck in den Spielfilmen Stürme über dem Mont Blanc (1930, teilweise in Arosa gedreht) und Der weiße Rausch – neue Wunder des Schneeschuhs (1931, in Österreich gedreht) zu sehen, beide mit Leni Riefenstahl als Hauptdarstellerin. 1934 trat er als «Bergführer Theodor» im Spielfilm Die weiße Majestät auf, der unter Anton Kutters Regie in der Schweiz entstand. Später engagierte sich Zogg in der Skischule Arosa, deren Leitung er von 1939 bis 1974 innehatte.
Zogg war auch als Bergsteiger bekannt. 1932 war er zusammen mit Fritz Steuri als Bergführer und Gletscherexperte an der von Regisseur Arnold Fanck geleiteten, sechs Monate dauernden «Universal-Fanck-Grönland-Expedition» an der Westküste Grönlands beteiligt, bei der der Film SOS Eisberg gedreht wurde.
1939 nahm er mit André Roch und Fritz Steuri an der ersten von der Schweizerischen Stiftung für Alpine Forschung (SSAF) organisierten Himalaya-Expedition in die Garhwal-Region teil. Dabei gelangen der Gruppe die Erstbesteigungen des 7066 Meter hohen Dunagiri am 5. Juli, des 6708 Meter hohen Ghori Parbat am 18. August und des 6156 Meter hohen Rataban.
Beim Versuch der Erstbesteigung des 7138 Meter hohen Chaukhamba (Badrinath) wurden sie am 10. September im Hochlager in ihrem Zelt von einer Lawine erfasst und mehrere hundert Meter mitgerissen. Sie blieben unverletzt, doch zwei Träger starben. Als sie vom Ausbruch des Zweiten Weltkrieges in Europa erfuhren, mussten sie die Expedition abbrechen.